# Karl Remmert
Karl Remmert (20 januari 1925 - Hockenheim, 20 april 1956) was een Duits motorcoureur die vooral succesvol was als bakkenist in de zijspanklasse en daarin in het seizoen 1955 zelfs wereldkampioen werd, samen met Willi Faust. 
Karl Remmert had al wat ervaring in de motorsport als terreinrijder. In 1953 begon zijn carrière als bakkenist bij Willi Faust. 
Vanaf 1954 begonnen ze steeds succesvoller te worden, maar ze reden toen nog nationale wedstrijden op circuits als de Leipziger Stadtparkkurs, in Dresden-Hellerau, op de Sachsenring, de Schottenring en de Eilenriedering. Pas tegen het einde van het seizoen startten ze in het wereldkampioenschap en dat was een groot succes. Zowel in Bremgarten als in Monza werden ze derde en in het wereldkampioenschap eindigden ze met slechts twee starts toch als zesde. Dit was het eerste jaar dat de jarenlange overheersing van Norton in de zijspanklasse werd doorbroken: Wilhelm Noll en Fritz Cron werden met hun BMW wereldkampioen. 
In 1955 waren Noll en Cron weer favoriet voor de wereldtitel. Zij kregen ook fabriekssteun van BMW én de BMW RS 54 motor met brandstofinjectie. Concurrent en viervoudig wereldkampioen Eric Oliver was nog niet voldoende hersteld van een ongeluk tijdens de Feldbergrennen in 1954. Al bij de eerste race op Montjuïc Park verrasten Faust/Remmert iedereen door met normale straatbanden het hele veld te kloppen. Eric Oliver, die derde werd, voorspelde na die eerste race al dat Faust/Remmert wereldkampioen zouden worden. Ze wonnen ook de GP van Duitsland en de TT van Assen. In de GP van België volgden ze Noll en Cron op korte afstand, maar omdat de raceleider de wedstrijd een ronde te vroeg afvlagde konden ze de aanval op de koppositie niet inzetten. Omdat er slechts vier resultaten telden waren Faust/Remmert in elk geval wereldkampioen. In dit jaar werden ze ook kampioen van Duitsland. 
Op 18 april 1956, zes weken voor aanvang van het WK-seizoen, testten Faust en Remmert hun zijspancombinatie op de Hockenheimring. Voor de Stadtkurve blokkeerde de motor, waardoor Willy Faust de controle over de combinatie verloor. Karl Remmert kwam hierbij om het leven. Willy Faust liep een hersenschudding en een dubbele beenbreuk op en lag zes weken in coma. Willy Faust besloot zijn racecarrière te beëindigen nadat bleek dat hij nooit meer volledig zou herstellen en begon een tankstation in zijn woonplaats Fulda. 

## Wereldkampioenschap wegrace resultaten
(Races in cursief geven de snelste ronde aan)
| Jaar | Klasse  | Coureur     | Team | Motorfiets      | 1     | 2     | 3       | 4     | 5     | 6     | 7     | 8     | 9 | Punten | Plaats | Overwinningen | Wereldkampioenen                           |
| ---- | ------- | ----------- | ---- | --------------- | ----- | ----- | ------- | ----- | ----- | ----- | ----- | ----- | - | ------ | ------ | ------------- | ------------------------------------------ |
| 1954 | Zijspan | Willi Faust | BMW  | BMW RS 54/Steib |       | IOM - | ULS -   | BEL - |       | DUI - | ZWI 3 | NAT 3 |   | 8      | 6e     | 0             | Wilhelm Noll/Fritz Cron, BMW RS 54/Steib   |
| 1955 | Zijspan | Willi Faust | BMW  | BMW RS 54/Steib | SPA 1 |       | IOM DNF | DUI 1 | BEL 2 | NED 1 |       | NAT - |   | 30     | 1e     | 3             | Willi Faust/ Karl Remmert, BMW RS 54-Steib |